# Miannay
Miannay (picardisch: Miéna) ist eine nordfranzösische Gemeinde mit 602 Einwohnern (Stand 1. Januar 2022) im Département Somme in der Region Hauts-de-France. Die Gemeinde liegt im Arrondissement Abbeville und ist Teil der Communauté de communes du Vimeu und des Kantons Abbeville-2.

## Geographie
Miannay liegt zu beiden Seiten des Flüsschens Trie an der Straße von Abbeville nach Eu. Im Norden der Gemeinde liegt der Ortsteil Lambercourt. Das Gemeindegebiet gehört zum Regionalen Naturpark Baie de Somme Picardie Maritime.

## Einwohner
| 1962 | 1968 | 1975 | 1982 | 1990 | 1999 | 2006 | 2011 |
| ---- | ---- | ---- | ---- | ---- | ---- | ---- | ---- |
| 557  | 544  | 505  | 579  | 558  | 553  | 589  | 553  |

## Verwaltung
Bürgermeister (maire) ist seit 2014 Philippe Delaporte.

## Sehenswürdigkeiten
- Kirche Saint-Pierre aus dem 20. Jahrhundert
- Kriegerdenkmal

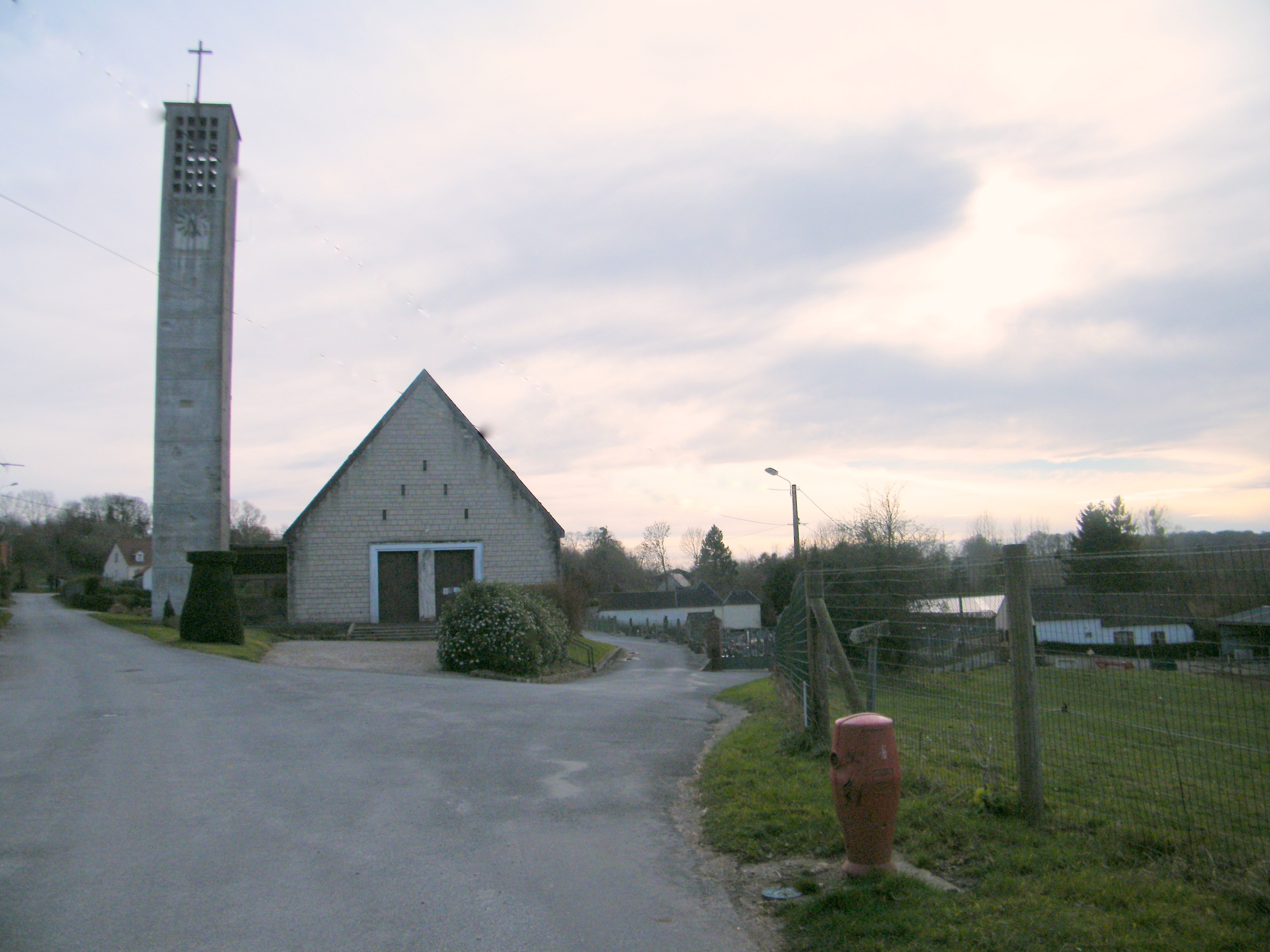
Kirche Saint-Pierre
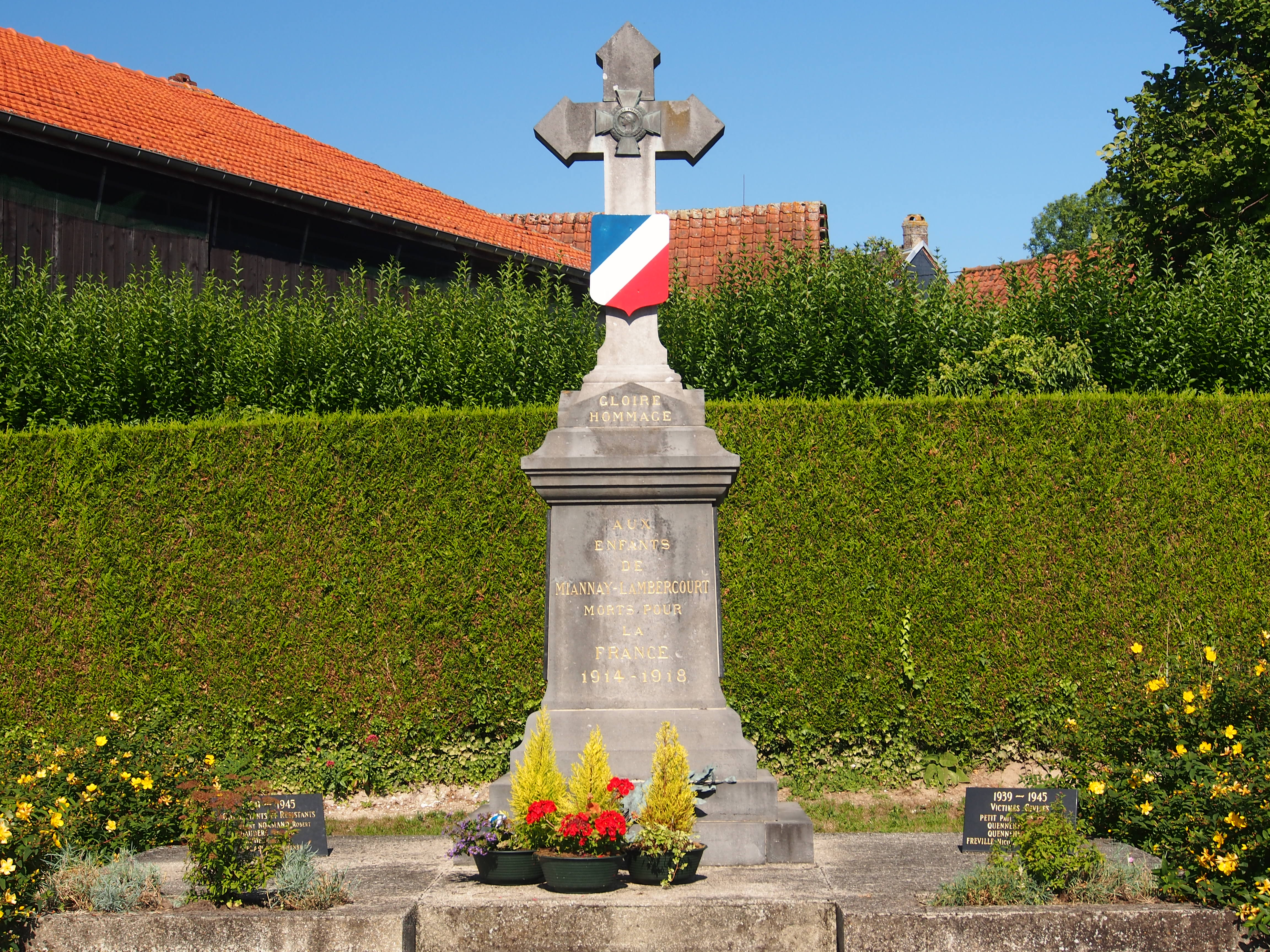
Kriegerdenkmal